# Andy Anderson
Pour les articles homonymes, voir Anderson.
Andy Anderson, nom de scène de Clifford Leon Anderson, né le 30 janvier 1951 à West Ham (banlieue-est de Londres) et mort le 26 février 2019 à l'âge de 68 ans, est un batteur britannique, connu surtout pour sa collaboration au sein du groupe de rock The Cure.

## Biographie
Musicien de studio, Andy Anderson participe à l'enregistrement de disques avec différents artistes qu'il accompagne également sur scène. En 1978, il joue sur l'album Xitintoday de Nik Turner's Sphynx, ainsi que sur Green de Steve Hillage. On retrouve Andy Anderson avec ce dernier en 1979 sur l'album Aura et sur l'enregistrement en public Live Herald. En 1983, il joue brièvement avec le groupe Hawkwind.
C'est en 1983 qu'il se voit proposer d'intégrer The Cure, Robert Smith et son manager Chris Parry ayant remarqué le travail d'Andy sur l'album Alien Orphan de Jimmy Pursey et sur les singles du groupe Brilliant.
Avec The Cure, Andy joue sur le single The Lovecats, l'album studio The Top et le live Concert: The Cure Live. On peut également l'entendre sur Blue Sunshine, l'unique album de The Glove, groupe monté par Robert Smith et Steven Severin.
Andy Anderson est remercié en octobre 1984 à la fin de la tournée japonaise de The Top. Il était devenu trop imprévisible et c'est une bagarre dans un hôtel avec des membres de la sécurité qui met fin à sa collaboration avec The Cure. Dans une interview datant de 2003, Lol Tolhurst, ex clavier du groupe, révèle qu'Andy souffrait d'hypoglycémie et que celui-ci devenait agressif, car il était fréquent qu'il ne puisse pas se nourrir correctement en tournée.
Après The Cure, Andy Anderson joue avec des artistes d'horizons variés comme Jeffrey Lee Pierce, Iggy Pop, Peter Gabriel, Jimmy Somerville, Isaac Hayes, Levinhurst... Il compose également de la musique pour des spots publicitaires et produit des groupes de musique électronique.
En 2010, il révèle sur Internet, via MySpace, son nouveau projet musical en solo nommé Prime Data.
Le 17 février 2019, il annonce sur sa page Facebook être en phase terminale d'un cancer.
Andy Anderson meurt dans la nuit du 26 au 27 février 2019.